# Edgar Nixon
Edgar Daniel Nixon, född 12 juli 1899 i Montgomery, Alabama, död 25 februari 1987, var en afro-amerikansk medborgarrättskämpe och föreningsledare som kom att spela en viktig roll i rörelsens första stora kamp, Bussbojkotten i Montgomery. Nixon var också ordförande för den lokala avdelningen av Brotherhood of Sleeping Car, en fackförening som verkade för svarta arbetares rättigheter, samt för den underavdelning av National Association for the Advancement of Colored People (NAACP) som fanns i Montgomery.